# Tricentrogyna
Tricentrogyna är ett släkte av fjärilar. Tricentrogyna ingår i familjen mätare.

## Dottertaxa tillTricentrogyna, i alfabetisk ordning[1]
- Tricentrogyna alternifascia
- Tricentrogyna colligata
- Tricentrogyna collustrata
- Tricentrogyna crocantha
- Tricentrogyna cubitata
- Tricentrogyna delicata
- Tricentrogyna deportaria
- Tricentrogyna deportata
- Tricentrogyna faustaria
- Tricentrogyna flavomarginata
- Tricentrogyna flexilinea
- Tricentrogyna flexivitta
- Tricentrogyna floridora
- Tricentrogyna fractaria
- Tricentrogyna lignicolor
- Tricentrogyna margarita
- Tricentrogyna nogricosta
- Tricentrogyna notata
- Tricentrogyna opulentaria
- Tricentrogyna perpusilla
- Tricentrogyna praecellens
- Tricentrogyna priscilla
- Tricentrogyna radaria
- Tricentrogyna roseotincta
- Tricentrogyna rubricosta
- Tricentrogyna rubripictata
- Tricentrogyna simililinea
- Tricentrogyna subfuscicosta
- Tricentrogyna sulphuraria
- Tricentrogyna uniformipennis
- Tricentrogyna vinacea
- Tricentrogyna violescens